# Purmerend
Purmerend  è una municipalità dei Paesi Bassi di 79 035 abitanti situata nella provincia dell'Olanda Settentrionale.

## Cultura
- È originario di Purmerend il gruppo musicale dei Ten Sharp[1]